# La Basse Altitude

La Basse Altitude (en persan ارتفاع پست) est un film iranien d’Ebrahim Hatamikia, sorti en 2002.

## Synopsis
Ghassem (Hamid Farrokhnejad) avec sa femme Nargues (Leila Hatami), sa mère et ses autres proches et parents prennent un vol en destination de Bandar Abbas, pour les faire embaucher dans une compagnie industrielle. Puisque les conditions de travail et de vie ne sont guère satisfaisantes, tout le monde accepte l’invitation avec joie. Seule Nargues connaît la vraie intention de son mari.
Une fois l’avion décolle et s’envole dans le ciel, Ghassem sort un pistolet, désarme l’unique garde dans l’avion, menace le pilote en but de piratage et impose un changement de destination vers Dubaï.
À un moment où le pirate et ses complices sont préoccupés par un conflit entre eux, le second agent de sécurité que tout le monde avait jusqu’alors pris pour un des voyageurs, boucle le pirate par une manœuvre de surprise en lui sortant le pistolet des mains.
Alors que l’avion reprend son trajet vers la destination du pays, de nouveau les pirates réussissent, par une manœuvre menée par Nargues, à s’emparer du pistolet et à rediriger l’avion vers Dubaï.
À court d’essence, l’avion finit par s’écraser sur des eaux au milieu de l’océan. Blessé ou agonisant, tout le monde est pris dans une situation où la survie devient l’objectif numéro un de chacun, mais personne n’a ni la force, ni le courage, ni le moyen de se sauver.

## Distribution
- Hamid Farrokhnejad : Ghassem
- Leila Hatami : Nargues
- Mohammad Ali Inanlou : le pilote
- Reza Shafiei Jam
- Gohar Kheirandish : Atieh

## Fiche technique
- Titre original : Ertefae Past
- Titre français : La Basse Altitude
- Réalisation : Ebrahim Hatamikia
- Pays :  Iran
- Genre : Drame
- Langue : Persan
- Durée : 120 minutes
- Date de sortie : 2002

## Récompenses
- Simorgh de cristal du meilleur réalisateur pour Ebrahim Hatamikia au vingtième Festival du Film Fajr en 2001.
- Nommé au Simorgh de cristal du meilleur maquilleur artistique pour Mehrdad Mirkiani au vingtième Festival du Film Fajr en 2001.
- Nommé au Simorgh de cristal des meilleurs effets spéciaux pour Javad Sharifi Rad au vingtième Festival du Film Fajr en 2001.
- Nommé au Simorgh de cristal du meilleur acteur du rôle principal pour Hamid Farrokhnejad au vingtième Festival du Film Fajr en 2001.
- Diplôme d’honneur de la meilleure actrice du rôle principal pour Gohar Kheirandish au vingtième Festival du Film Fajr en 2001.